# Quercus chinantlensis
Quercus chinantlensis är en bokväxtart som beskrevs av Frederik Michael Liebmann. Quercus chinantlensis ingår i släktet ekar, och familjen bokväxter. Inga underarter finns listade.